# Cocina al vacío

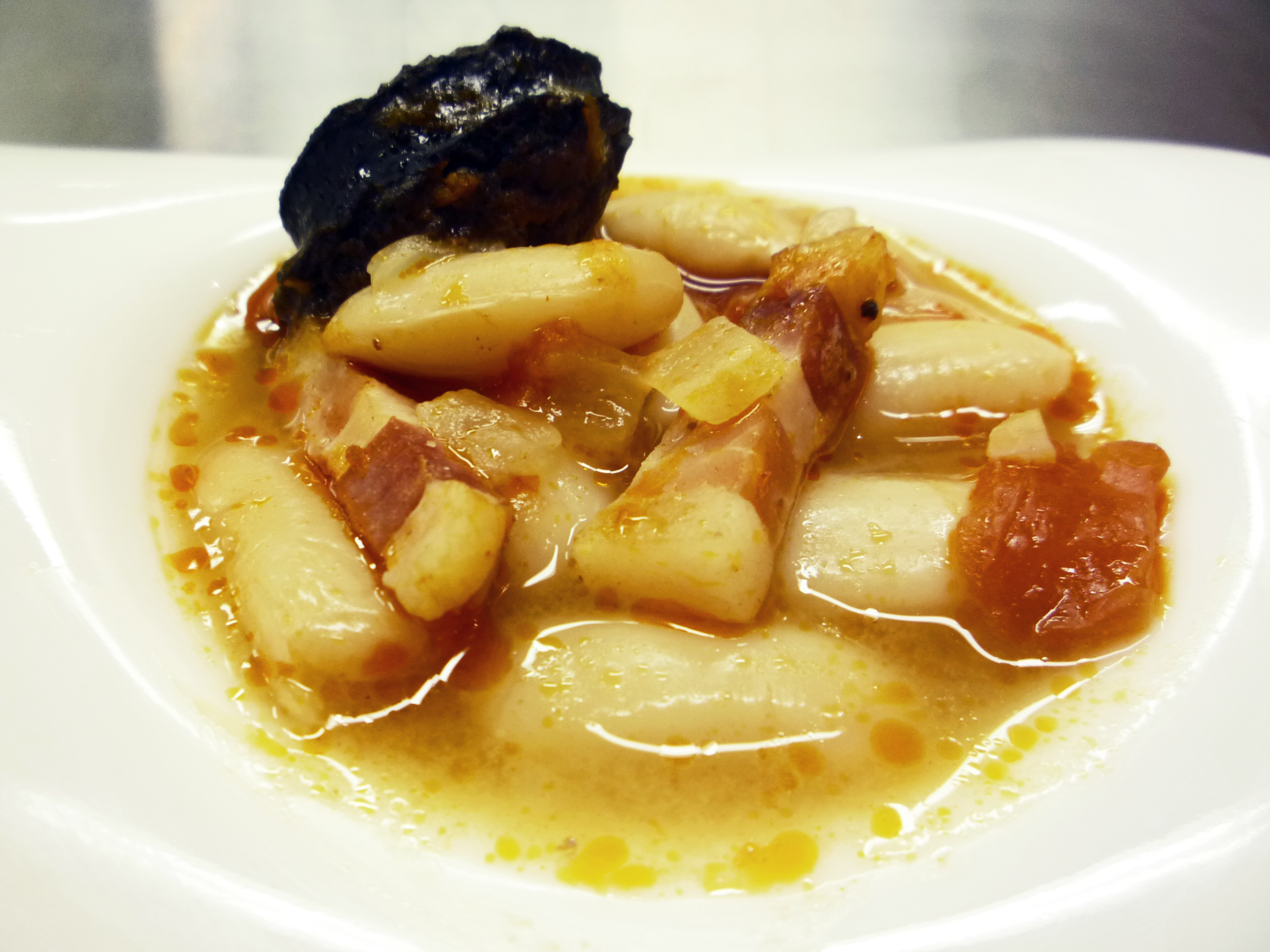
Alubias cocinadas al vacío.

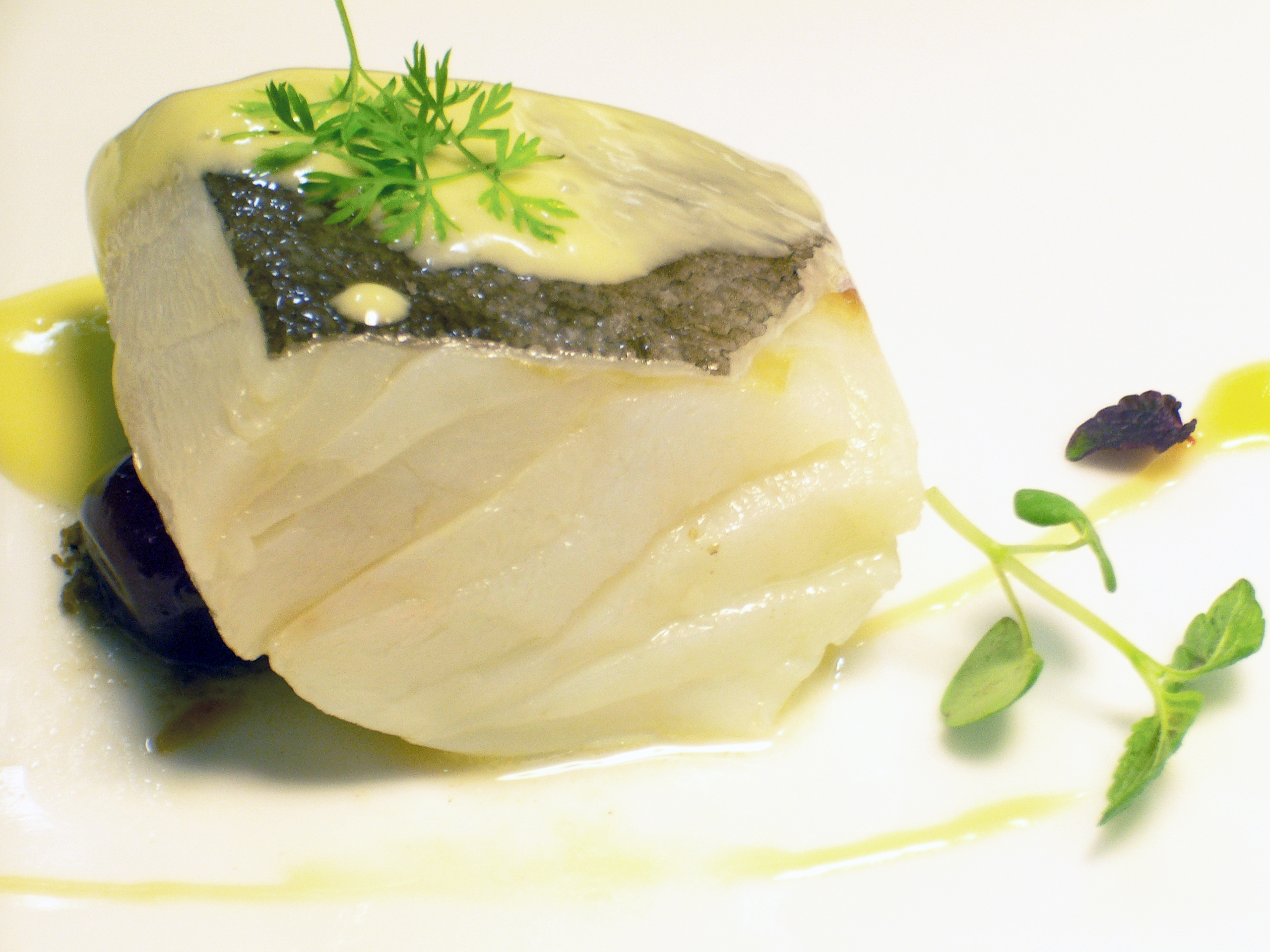
Bacalao cocinado al vacío.

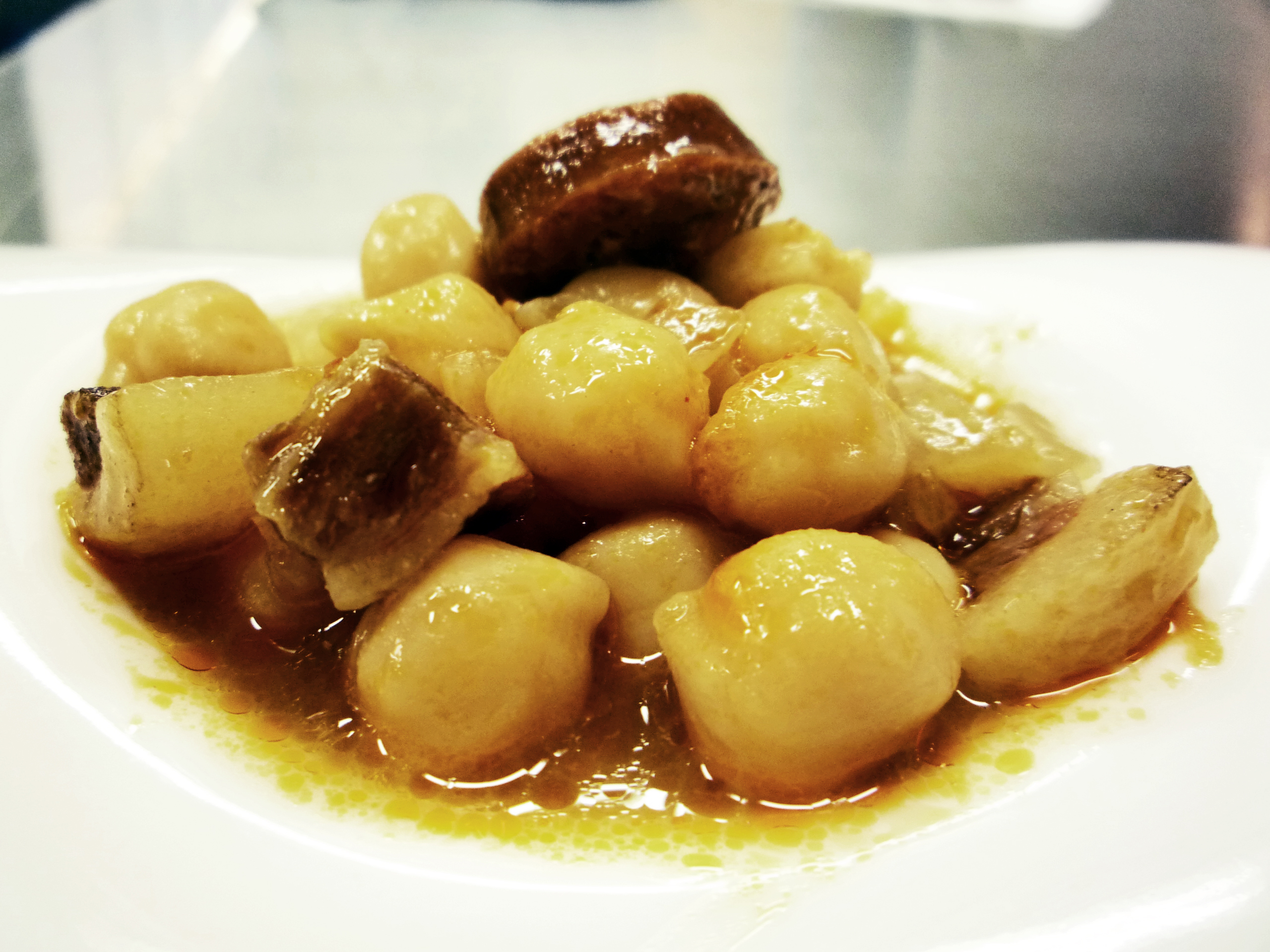
Garbanzos cocinados al vacío.

La cocina al vacío es un sistema de producción de alimentos que se realiza introduciendo todos los ingredientes en una bolsa o barqueta en la que se realiza el vacío y se sella. Posteriormente se somete a tratamiento térmico en un medio húmedo o líquido con temperatura controlada: hornos de convección vapor, baños maría termostáticos, vaporeras o autoclaves. La técnica del vacío aplicada a la cocina permite mejorar la calidad organoléptica de muchas materias primas, ayuda a mejorar la seguridad alimentaria, con una buena gestión es una herramienta de ahorro de costes, tanto en compras como en reducción de mermas.

## Historia
La historia de la utilización del vacío para la conservación de alimentos se remonta al siglo XVIII, gracias al sistema desarrollado por Nicolás Appert. Ya en el siglo XIX emerge la industria conservera, que sigue combinando tratamiento térmico y ausencia de aire para prolongar la vida útil de los alimentos, y posteriormente se aplica el vacío al envasado de materias primas para su conservación sin alterar las características propias. Sin embargo, no es hasta la década de los años 70 en el siglo XX cuando la técnica del vacío se utiliza por primera vez para realizar cocciones al vacío. En los últimos 30 años las aplicaciones de la técnica al vacío han evolucionado mucho, sobre todo en el sector industrial, en especial en comida precocinada o para llevar. Pero aún se desconocen muchas de las ventajas que este sistema ofrece tanto para la conservación como para la cocción de los alimentos.

## Seguridad alimentaria
El vacío como método de conservación o de cocción puede prolongar la vida útil del alimento sólo si las condiciones higiénicas son las adecuadas y si los parámetros de tiempo y temperatura se controlan adecuadamente, ya que son muchas las bacterias, levaduras y esporas que sobreviven en medios anaerobios y a temperaturas de refrigeración. Si bien es cierto que no todos suponen un riesgo para la salud humana sí que pueden suponer la degradación de las características organolépticas del plato. Es imprescindible conocer los riesgos que existen para poder garantizar, en la medida de lo posible, la seguridad alimentaria de los platos cocinados al vacío.

## Técnicas complementarias
La cocina al vacío se complementa con otras técnicas y procesos, necesarios para obtener el resultado final esperado. Al cocinar dentro de la bolsa o de la barqueta el proceso de producción cambia por completo, así como el comportamiento de los ingredientes. Para la adaptación de recetas tradicionales a este nuevo sistema será necesario buscar ingredientes y procesos que permitan tener un resultado similar. Hay platos que no se pueden cocinar completamente al vacío, pero en la gran mayoría, al menos algunos de los procesos se pueden adelantar con esta técnica.

## Parámetros de cocción

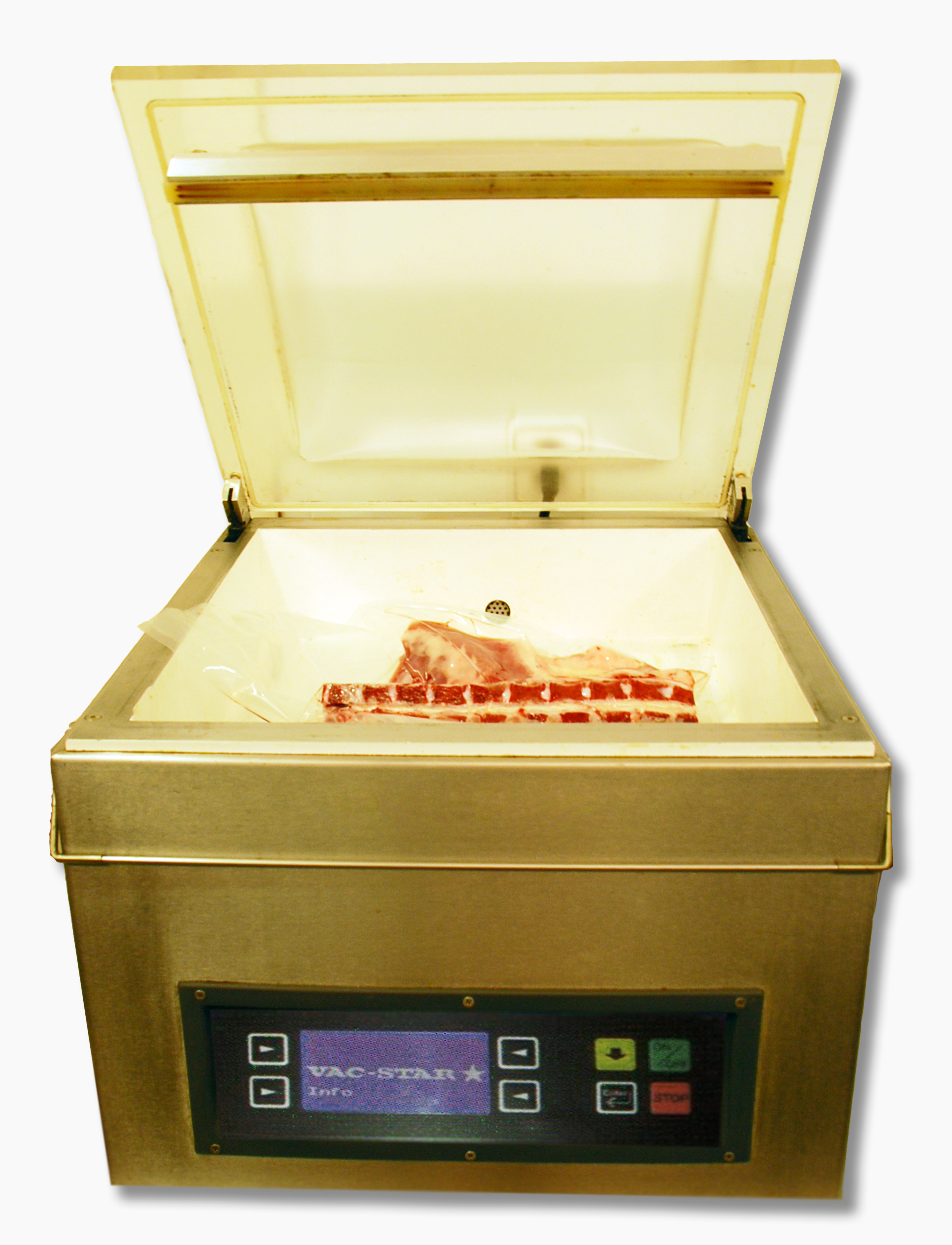
Máquina de vacío.

La cocina al vacío se caracteriza por el control de la temperatura a la que se somete al alimento. Siguiendo con los procesos complementarios, además de controlar la higiene y los ingredientes y procesos previos al envasado, hay que realizar un estudio y muchas pruebas para llegar a obtener los parámetros de cocción de cada uno de los platos que se quieran elaborar al vacío. En función de lo que se trabaje con un baño termostático, un horno convección vapor o un autoclave, los resultados serán distintos. 
La variación de sólo 1 °C puede ser suficiente para que el centro del alimento no quede con la textura deseada, es por esta razón por la que se deben utilizar equipos con control de temperaturas integrado. Los hornos convección vapor o los baños termostáticos permitirán cocinar en un rango de temperaturas suficiente para trabajar cualquier materia prima. En este caso será de gran ayuda saber los rangos de temperaturas óptimos para cada tipo de materia prima. Así como la mayoría de las carnes precisan de cocciones largas, los pescados y las verduras estarán listos en menor espacio de tiempo. También influye el hecho de estar cocinando en barqueta o en bolsa y el volumen de alimento contenido en estas, por tanto, si se trabaja con distintos gramajes habrá que adaptar los parámetros de cocción para cada uno de ellos.

## Maquinaria
En la cocina al vacío dos son los elementos clave del proceso: la máquina de vacío y el abatidor.

### Máquina de vacío
Se trata de una máquina de una complejidad elevada con la cual se extrae todo el aire existente en la bolsa de cocción y el alimento que se va a someter al vacío. Tras el proceso de vacío la bolsa queda sellada. Una bomba se encarga de efectuar el vacío hasta un 99%. Consta además de un sistema de parada en el caso de que la fuerza de succión sea excesiva para un producto determinado.

### Abatidor
Una vez finalizada la cocción el plato envasado debe ser sometido a un enfriamiento rápido, de forma que se mantenga el menor tiempo posible en el rango de temperaturas de riesgo. Con este fin toda cocina que trabaje la técnica del vacío estará equipada con un abatidor de temperatura, o célula de enfriamiento forzado. Esta máquina es una de las herramientas principales para conservar la calidad organoléptica y aumentar la vida útil. 
Una vez finalizado este proceso el plato se debe mantener refrigerado, por debajo de los 3 °C, o congelado, por debajo de los -18 °C. En cualquier caso, perfectamente etiquetados. La identificación del producto, la fecha de elaboración y la fecha de caducidad no deben faltar aunque el plato sea para consumo propio. 